# اسمز مستقیم

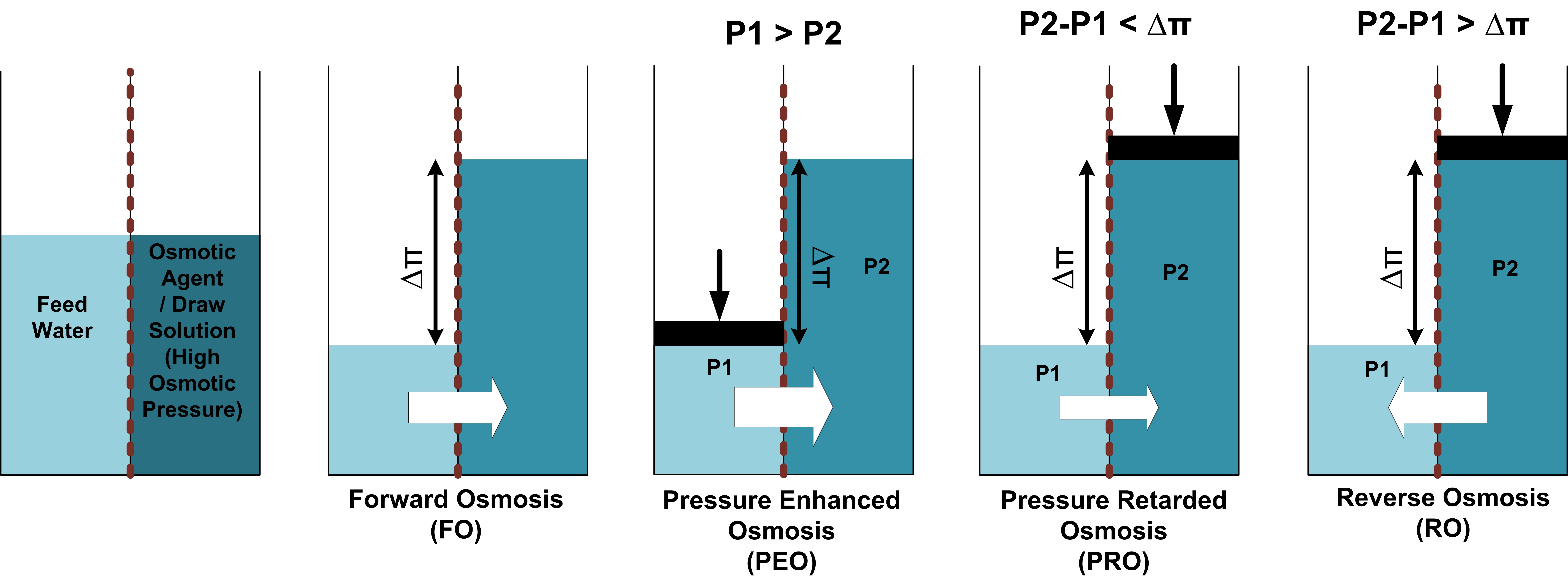
Osmotic Membrane Processes

اسمز مستقیم یک روند اسمزی مشابه با اسمز معکوس است و در آن از نیمه تراواها برای جدا کردن ناخالصی‌ها از آب استفاده می‌شود. نیرویی که باعث جدا کردن ناخالصی‌ها می‌شود فشار اسمزی است که در جریان روند انجام آن، آب از محلول با غلظت کمتر به سمت محلول با غلظت بیشتر حرکت می‌کند. این روند عکس روندی است که در شیوه اسمز معکوس اتفاق می‌افتد و در آن آب از محلول با غلظت بیشتر به سمت محلول با غلظت کمتر به حرکت در می‌آید. با توجه به این مسئله است که میزان مصرف انرژی در روند اسمز مستقیم بسیار کمتر از شیوه اسمز معکوس است.

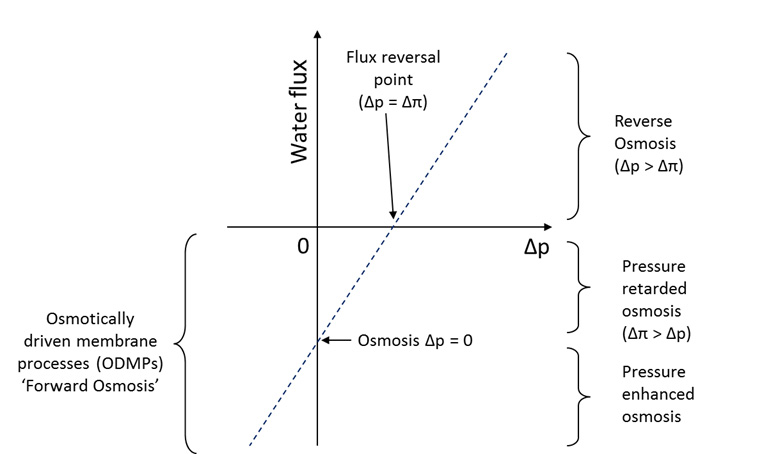
Family of osmotic membrane processes, including reverse osmosis and forward osmosis

استفاده از فناوری اسمز مستقیم مصرف انرژی را در مقایسه با شیوه اسمز معکوس ۳۰ تا ۴۰ درصد کاهش می‌دهد. در فناوری نمک زدایی از آب شور با استفاده از اسمز مستقیم مواد شور موجود در آب با استفاده از محلول کشنده جدا می‌شود و آب شیرین به دست می‌آید. دستگاه‌های نمک زدایی از آب با روش اسمز معکوس براساس ایجاد فشار از طریق پمپ اقدام به نمک زادیی می‌کنند اما در فناوری اسمز مستقیم، محلول کشنده این فرایند را انجام می‌دهد بنابراین میزان انرژی مصرفی در این روش نسبت به روش‌های معمول بسیار پایین می‌آید. این فناوری در صنایع نظامی، فضانوردی، غذایی و دارویی مورد استفاده قرار می‌گیرد.

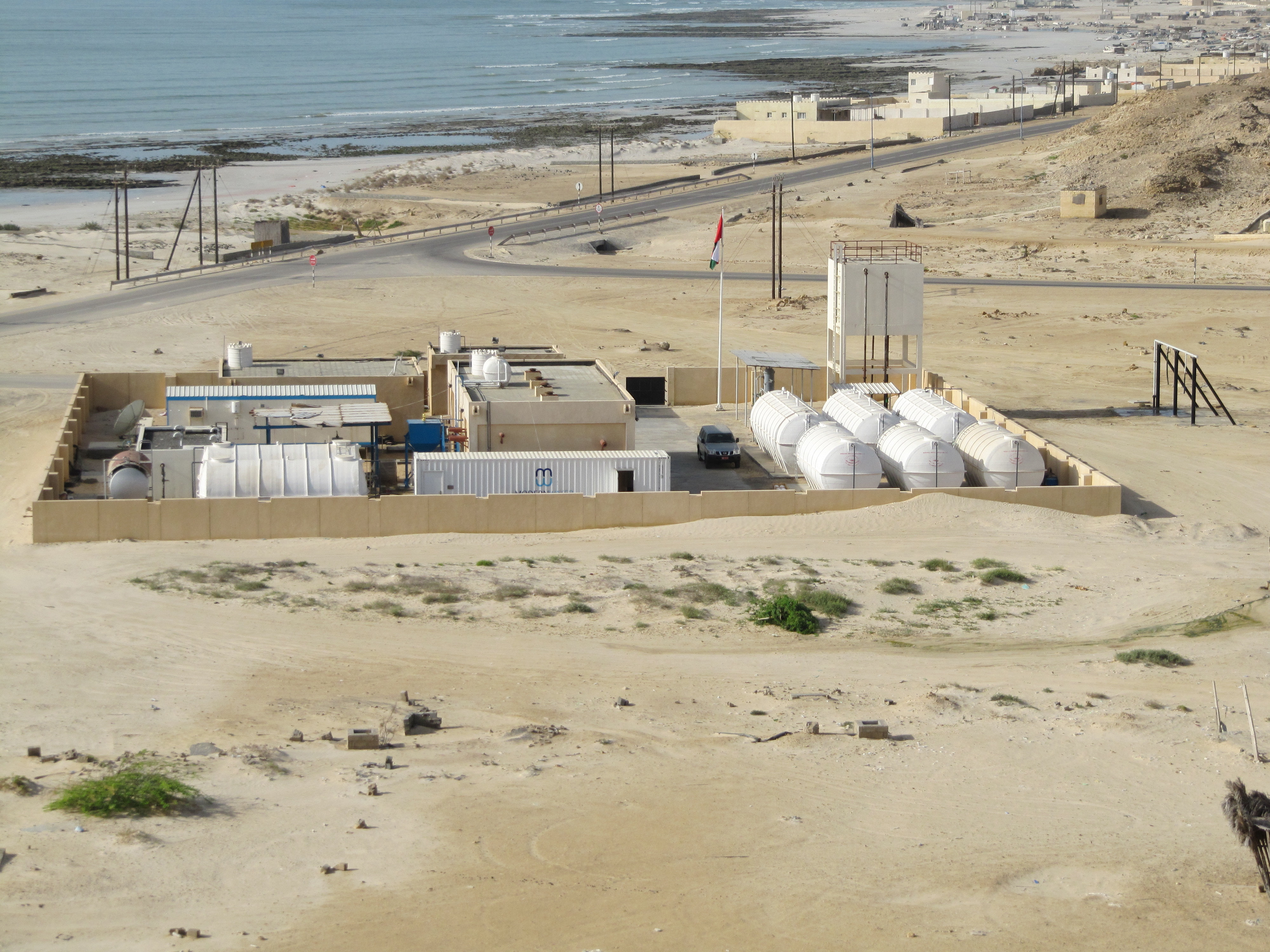
Modern Water's containerised forward تأسیسات نمک زدایی خالوف در عمان

سازمان ملل به دنبال استفاده از این فناوری برای ساخت مخازن آب کوچک است تا مردم در نواحی دارای آب آلوده بتوانند به راحتی آب را تصفیه و از آن استفاده کنند و باتوجه به اینکه این فناوری قابل کوچک سازی است در مصارف نظامی و فضانوردی بسیار قابل استفاده است.

## اسمز مستقیم در ایران
یک دستگاه به صورت پایلوت و در ابعاد کوچک در سازمان پژوهش‌های علمی و صنعتی طراحی در ایران ساخته شده‌است. برای رفع مشکل کم‌آبی باید به فکر تولید آب شیرین از منابع غیر متعارف از جمله آب دریا و چاه‌های لب شور بود و این شیوه امکان استفاده از این منابع را فراهم می‌کند. با استفاده از این فناوری می‌توان پساب‌های صنعتی، آلاینده‌ها و فلزات سنگین را از آب جدا کرد و آب را به چرخه مصرف بازگرداند.